# Ivan Hribar
Ivan Hribar (Trzin, 19 settembre 1851 – Lubiana, 18 aprile 1941) è stato un banchiere, politico e diplomatico sloveno.
All'inizio del XX secolo è stato un leader del partito progressista nazionale della Carniola è una delle figure più importanti del nazionalismo liberale della Slovenia. Tra il 1896 ed il 1910 fu sindaco della città di Lubiana e contribuì alla sua ricostruzione dopo il terremoto che colpì la città nel 1895.

## Impero austro-ungarico
Ivan Hribar nacque a Trzin un comune della Carniola, quando ancora era parte dell'Impero austro-ungarico. Studiò legge presso l'università di Vienna, successivamente iniziò a lavorare come rappresentante per una banca a Lubiana tra il 1876 ed il 1919. Negli anni ottanta del XIX secolo si dedicò alla politica, diventando una delle figure di spicco del nazionalismo liberale sloveno all'interno dell'impero. Insieme ad Ivan Tavčar fondò il Partito nazionale della Carniola che in seguito venne ribattezzato Partito nazione progressivo. Dal 1882 divenne consigliere all'interno del comune di Lubiana e nel 1896 fu eletto sindaco, diventando famoso per il suo impegno nella ricostruzione della città, a seguito del terremoto del 1895, coinvolgendo l'architetto Max Fabiani. Alcune delle principali attività furono la ristrutturazione di piazza Prešeren e dell'area intorno al Triplo ponte (il palazzo Kresija e la dimora Filippo) e del ponte dei Draghi. Il suo obbiettivo era quello di far diventare la città un centro di prestigio simbolo per tutte le terre della slovene. Ha potenziato il sistema di trasporti con l'introduzione del tram. Durante il suo mandato si scontrò spesso contro la minoranza etnica tedesca della città.
Rimase in carica fino al 1910, quando l'imperatore Francesco Giuseppe I d'Austria rifiutò di confermare la sua rielezione a causa del presunto ruolo nelle rivolte antitedesche avvenute due anni prima. Durante la sua attività politica fu un grande sostenitore della collaborazione tra i popoli slavi. Assieme a Mihajlo Rostohar ha avuto un ruolo importante nella fondazione dell'università di Lubiana.

## Regno di Jugoslavia
Dopo la fine della prima guerra mondiale e la nascita del Regno di Jugoslavia si ritirò dalla politica e dal partito. Nel 1921 fu nominato rappresentate provvisorio del governo centrale jugoslavo in Slovenia, un incarico che mantenne fino al 1923. Era un convinto nazionalista jugoslavo e sostenne Alessandro I di Jugoslavia. Successivamente divenne senatore del re, carica che mantenne fino al 1938, anno in cui si ritirò. Nel 1940 dopo l'invasione dei Hitler in Francia divenne uno dei fondatori dell'Associazione degli amici dell'Unione Sovietica, che servì da terreno di battaglia per il successivo Fronte di Liberazione del Popolo Sloveno.

## Provincia di Lubiana
Hribar era conosciuto per il suo forte patriottismo sloveno e jugoslavo: dopo l'invasione della Jugoslavia si suicidò quasi novantenne, per protesta contro l'annessione della Provincia di Lubiana. Il 18 aprile, dopo aver avuto un incontro con le autorità fasciste italiane, le quali gli avevano offerto la carica di sindaco, saltò nel fiume Ljubljanica avvolto nella bandiera jugoslava. Lasciò una nota con i versi della poesia di France Prešeren:
Meno paurosa la lunga notte della negazione della vita che vivere sotto il sole in sottomissione!»
Dopo la seconda guerra mondiale gli venne dedicato l'argine del fiume dove Hribar si suicidò; successivamente nel 2010 è stato costruito un monumento in suo onore.

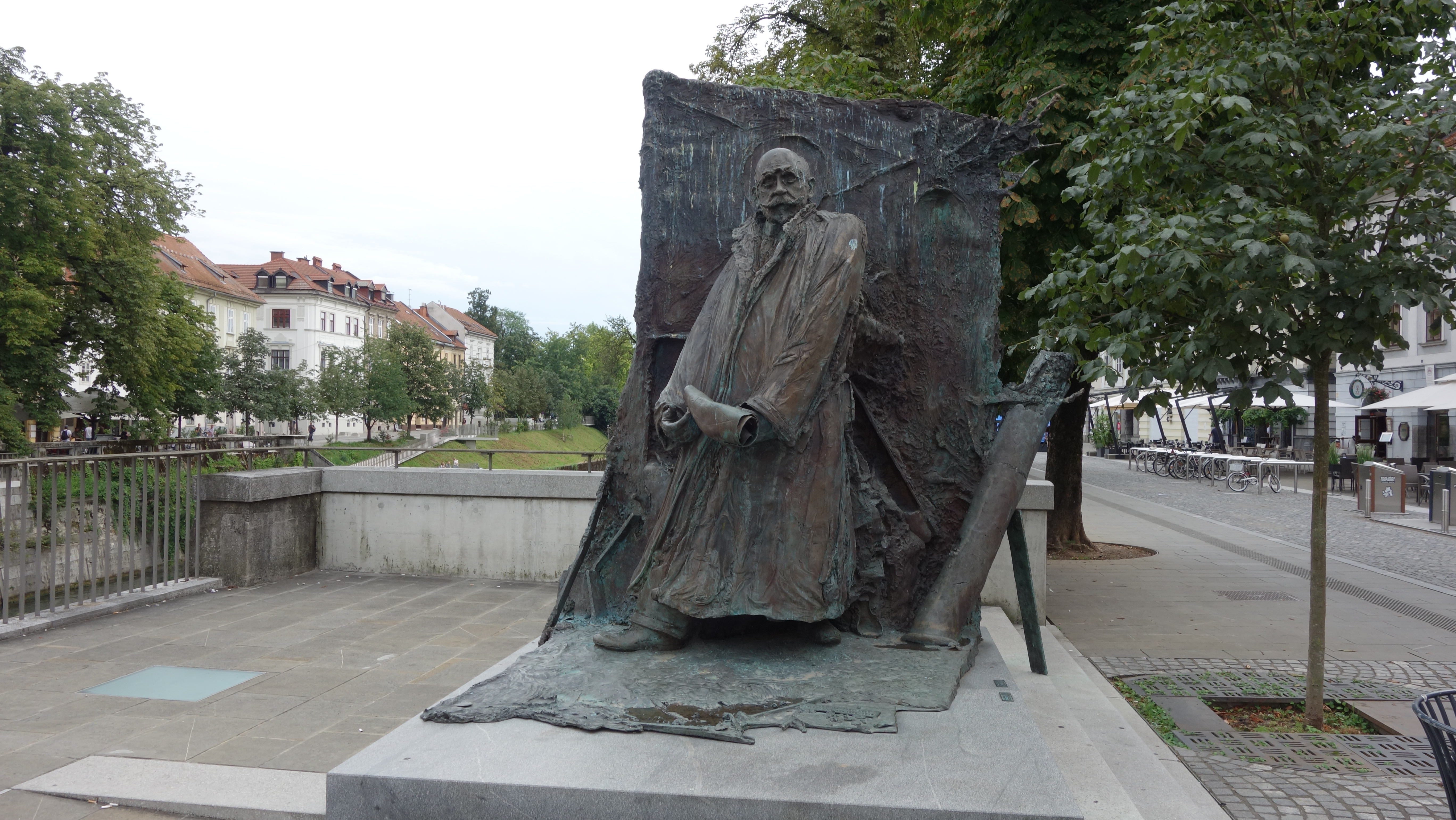
Statua di Ivan Hribar a Lubiana